# Ribonucleotide
Un ribonucleotide è il monomero (o singola unità) dell'RNA.
Ogni ribonucleotide è  costituito da tre parti: una base azotata, uno zucchero ribosio ed uno o più (due o tre) gruppi fosfato.
La base azotata presente può essere adenina (A), guanina (G), citosina (C) o uracile (U). La timina, che si trova nei deossiribonucleotidi al posto dell'uracile, non si trova invece nei ribonucleotidi degli esseri viventi.
Anche l'ATP, la fonte principale di energia delle cellule, è un ribonucleotide.